# Glycyrrhiza echinata
Glycyrrhiza echinata även romersk lakritsrot är en ärtväxtart som beskrevs av Carl von Linné. Glycyrrhiza echinata ingår i släktet Glycyrrhiza och familjen ärtväxter. Inga underarter finns listade i Catalogue of Life.

## Bildgalleri

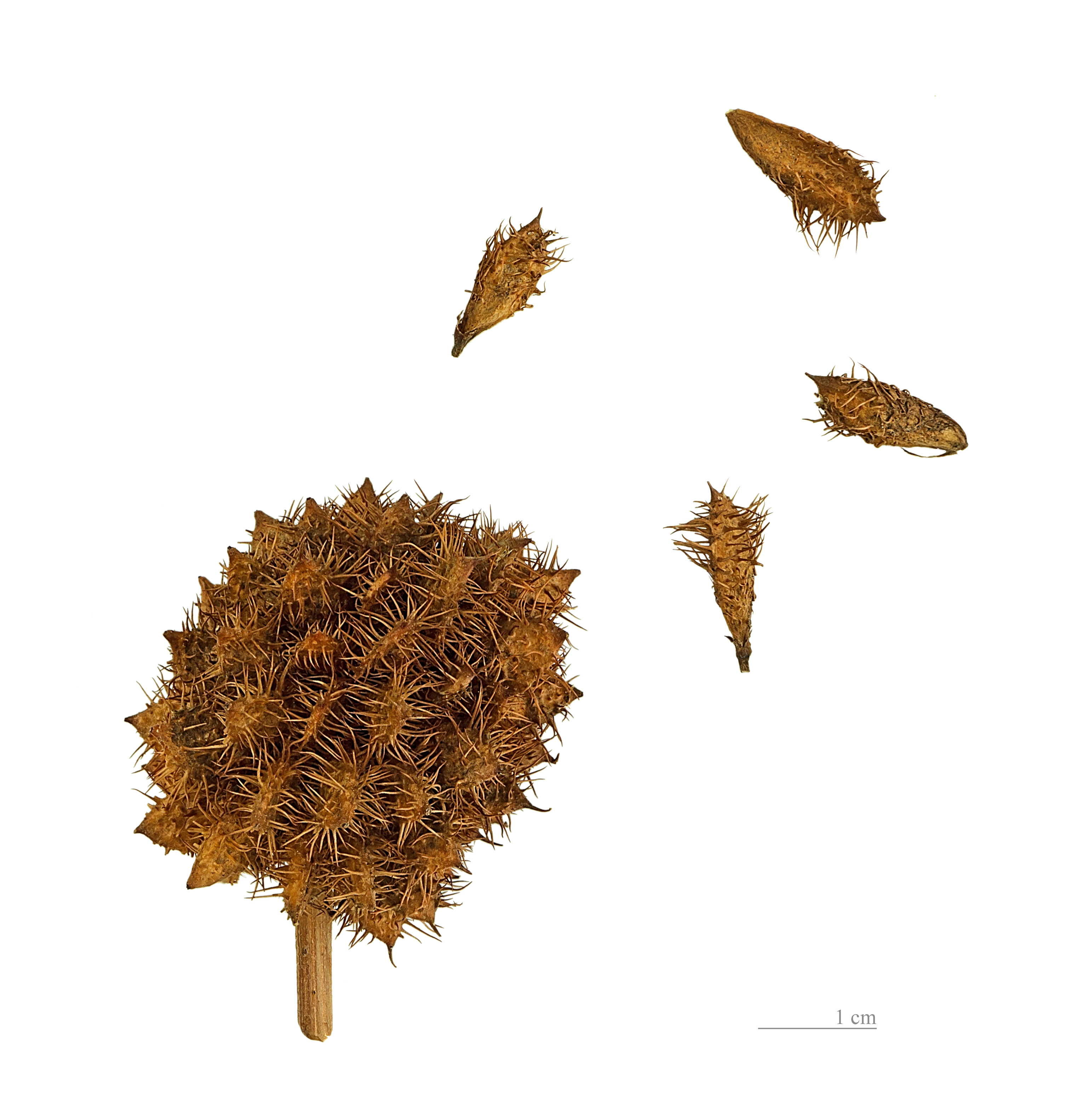